# Garth Marenghi: Nemocnice na kraji světa
Garth Marenghi: Nemocnice na kraji světa (v anglickém originále Garth Marenghi's Darkplace) je britský kultovní komediální seriál tvůrců Matthewa Holnesse a Richarda Ayoadea, kteří k němu napsali scénář, režírovali ho, a také v něm hráli hlavní postavy. Vychází z původního divadelního představení těchto autorů Garth Marenghi’s Netherhead, za které v roce 2001 získali cenu Perrier. V tomto představení vystupovaly fiktivní postavy autora hororů Gartha Marenghiho a jeho nakladatele Deana Learnera.

## O seriálu
Garth Marenghi: Nemocnice na kraji světa je parodií na brakové horory, neuměle natočená televizní dramata z 80. let 20. století s jejich celkovým stylem, způsobem produkce, oblékáním, účesy a hudbou (v kontextu tehdejší Velké Británie), se špatnými hereckými výkony a primitivními vizuálními efekty.
Přes poměrně širokou oblibu, zejména na internetu, a zařazení mezi kultovní, se seriál dočkal pouze jediné sezóny vysílání (6 epizod). Je to přičítáno minimální propagaci a horšímu vysílacímu času při prvním uvedení a následně nízkým hodnotám sledovanosti.
Název reálného seriálu je převzat z fiktivního seriálu Garth Marenghi's Darkplace, jehož autorem je i jeho hlavní herecká hvězda Garth Marenghi a producentem, a zároveň také špatným hercem, Dean Learner. Tento fiktivní seriál nebyl nikdy odvysílán (krátce běžel pouze v Peru) a tak se poprvé dostává k britské veřejnosti na britské televizní stanici Channel 4 jako autorsky komentovaná předělávka až po 20 letech od svého vzniku. Původně vzniklo kolem 50 dílů seriálu, ale ty nebyly nikdy uvedeny kvůli zásahu "MI-8", protože byly „příliš podvratné, příliš nebezpečné a proklatě strašidelné“ („too subversive, too dangerous, too damn scary“).
Děj jednotlivých „hororových“ epizod se odehrává v nemocnici „Darkplace Hospital“ ve městě Romford (Essex, Anglie), kde dochází k mnoha nadpřirozeným jevům, jako telekinezi, onemocnění virem brokolice, otevření brány pekel, smrti v suterénu zbloudilého hlídače, oplodnění pacienta mutantem, zpětné evoluci a dalším, se kterými se musí vyrovnat osazenstvo nemocnice.

## Obsazení

### Hlavní role
- Matthew Holness jako autor a herec Garth Marenghi, hrající postavu Dr. Ricka Daglesse, M.D. - "Daga", muže, jenž není Ježíš Kristus, jak už teď sám uznává.
- Richard Ayoade jako producent a špatný herec Dean Learner, (ne)hrající postavu Thorntona Reeda, ředitele nemocnice.
- Matt Berry jako herec Todd Rivers, hrající postavu Dr. Luciena Sancheze, nejlepšího přítele Daga.
- Alice Lowe jako zmizelá herečka Madeleine Wool, hrající postavu Dr. Liz Asher, blondýny se stylovým účesem.

### Další role
Dalšími herci, kteří se objevili v seriálu jsou např. Julian Barratt jako místní farář, nazývaný Rickem „Padre,“ Noel Fielding jako „opičák,“ Kim Noble jako „Jim,“ Graham Linehan, Stephen Merchant a Stuart Silver.

## Seznam dílů
| Č. v seriálu | Původní název                                | Český název                       | Premiéra v USA | Premiéra v ČR   |
| ------------ | -------------------------------------------- | --------------------------------- | -------------- | --------------- |
| 1            | Once Upon a Beginning                        | Na počátku bylo nebylo            | 29. ledna 2004 | 18. května 2018 |
| 2            | Hell Hath Fury                               | Peklo poznává té zloby            | 5. února 2004  | 25. května 2018 |
| 3            | Skipper the Eyechild                         | MiminOko jménem Hopík             | 12. února 2004 | 1. června 2018  |
| 4            | The Apes of Wrath                            | Primát Sova                       | 19. února 2004 | 8. června 2018  |
| 5            | Scotch Mist                                  | Skotská mlha                      | 26. února 2004 | 15. června 2018 |
| 6            | The Creeping Moss from the Shores of Shuggot | Plíživý brčál z pobřeží Shuggothu | 3. března 2004 | 22. června 2018 |